# كينيث لويس أندرسون
كينيث لويس أندرسون (بالإنجليزية: Kenneth Lewis Anenrson)‏ هو محامي وسياسي أمريكي، ولد في 11 سبتمبر 1805 في هيلزبورو في الولايات المتحدة، وتوفي في 3 يوليو 1845 في أندرسون في الولايات المتحدة. انتخب عضو مجلس نواب تكساس.